# Гори, гори огънче
„Гори, гори огънче“ е български 4-сериен телевизионен игрален филм (семеен, драма) от 1994 година на режисьора Румяна Петкова, по сценарий на Малина Томова. Оператор е Светла Ганева. Музиката във филма е композирана от Теодосий Спасов.

## Серии
- 1. серия – 52 минути
- 2. серия – 52 минути
- 3. серия – 52 минути
- 4. серия – 52 минути[1].

## Актьорски състав
| Роли                                   | Изпълнител                           |
| -------------------------------------- | ------------------------------------ |
| учителката Марина Димова               | Елисавета Шопова                     |
| докторът                               | Иван Иванов                          |
| кметът бай Васил – Дякона              | Филип Трифонов                       |
| Мариана Марианова                      | Лилия Маравиля (като Лилия Лазарова) |
| Йоско Вагнера, синът на кмета          | Камен Донев                          |
| директорът на училището                | Михаил Хаджиилийков                  |
| Ферхан Ферхадов, комсомолския секретар | Мариан Бузуков                       |
| Есперантото                            | Любомир Петкашев                     |
| Райме                                  | Габриела Виденова                    |
| бай Сульо, дежурният                   | Кирил Кавадарков                     |
| Юртен Юртенова                         | Снежана Илиева                       |
| Добрев, сътрудник на ДС                | Антон Радичев                        |
| Сашкин                                 | Венцислав Янков                      |
| войникът от Каварна                    | Христо Мутафчиев                     |
| помакинчето                            | Александра Трифонова                 |
| баячката                               | Златина Тодева                       |
| продавачката                           | Соня Дюлгерова                       |
| Варева                                 | Милена Рудева                        |
|                                        | Александър Лилов                     |
|                                        | Стоян Павлов                         |
|                                        | Тодор Магдалинчев                    |
|                                        | Румяна Рунева                        |
|                                        | Боряна Дерменджиева                  |
|                                        | Рафуш Уланова                        |
|                                        | Фатме Гурдалова                      |
|                                        | Кимиле Атипова                       |
|                                        | Сане Арнаутска                       |
|                                        | Айше Гюльова                         |
| Бинев                                  | Велизар Бинев                        |
|                                        | Мустафа Арнаутски                    |

и други

## Награди
- Награда на критиката, (Варна, 1994)